# Tranzisztor–tranzisztor logika
A tranzisztor–tranzisztor logika (TTL) kétpólusú csatlakozásos tranzisztorokból felépülő logika. Az első tranzisztor végzi benne a logikai funkciót, a második erősít, szemben a korábbi ellenállás–tranzisztor és dióda–tranzisztor logikával.
A TTL integrált áramköröket gyakran használták számítógépekben, ipari irányítókban, teszteszközökben, egyszerű elektronikában és szintetizátorokban.
Miután a Sylvania Electric Products 1963-ban bemutatta, a TTL integrált áramköröket számos félvezetőcég gyártotta. A Texas Instruments 7400-as sorozata különösen népszerű volt. A TTL-gyártók számos logikai kaput, flipflopot, számlálót és más áramkört gyártottak. Az eredeti TTL változatai gyorsabbak voltak vagy kisebb volt a veszteségük, lehetővé téve az optimalizációt. A TTL eszközök eredetileg kerámia- és műanyag csomagolásokban készültek, illetve lapos csomagokban. Egyes TTL csipeket felületszerelési technológiával is készítettek.
A TTL lett a számítógépek és más digitális elektronika alapja. Még azután is használtak TTL eszközöket jobban integrált komponensek összekapcsolására, hogy a VLSI CMOS integrált áramkörös mikroprocesszorok a többcsipes processzorokat elavulttá tették.

## Története

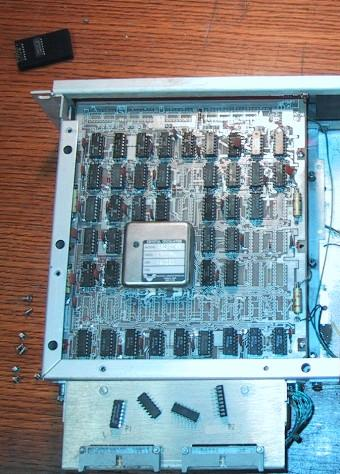
1979 körül készült valós idejű óra TTL chipekből

A TTL-t 1961-ben hozta létre a TRW dolgozója, James L. Buie melyet „az integrált áramkörök fejlődő technológiája számára megfelelőnek” tekintett. A TTL eredeti neve tranzisztorkapcsolt tranzisztoros logika (TCTL) volt. Az első integrált áramkörös kereskedelmi eszközöket 1963-ban a Sylvania kezdte gyártani, az eszközöket Sylvania Universal High-Level Logic családnak nevezte (SUHL). A Sylvania részeit használták fel a Phoenix rakéta irányításában. A TTL az elektronikai tervezésben azután vált népszerűvé, hogy a Texas Instruments bemutatta az 5400-as sorozatú IC-ket katonai szintű hőmérséklet-tartománnyal, melyet 1964-ben és a későbbi 7400-as sorozatban szűkített, 1966-ban műanyag csomagolással jelentek meg az áramkörei.
A Texas Instruments 7400 család lett ipari szabvány. Ezzel kompatibilis részeket készített a Motorola, az AMD, a Fairchild, az Intel, az Intersil, a Signetics, a Mullard, a Siemens, az SGS-Thomson, a Rifa, a National Semiconductor és sok más cég még a keleti blokkban is. Nemcsak mások készítettek kompatibilis TTL részeket, de készítettek kompatibilis részeket más áramköri technológiákkal is. Legalább egy gyártó, az IBM készített nem kompatibilis TTL áramköröket saját használatra, melyet az IBM System/38-ban, az IBM 4300-ban és az IBM 3081-ben használt.
A TTL fogalmat sok egymást követő kétpólusúlogika-generációra használták, melyek sebessége és energiaigénye fokozatosan javult mintegy 20 év alatt. A 74Fxx család még 2019-ben is kapható volt, és gyakran használták az 1990-es évek végéig. A 74AS/ALS Advanced Schottky 1985-ben jelent meg. 2008-ban a Texas Instruments továbbra is adott el általános célú chipeket számos régebbi technológiai családhoz, nagyobb árakon. Általában a TTL chipeken nincs több néhány száz tranzisztornál. Egy csomag funkciói általában néhány logikai kaputól egy mikroprocesszor bitszeleteléséig terjedt. A TTL azért is vált fontossá, mert alacsony költsége lehetővé tette a digitális technikák gazdasági megtérülését korábban analóg módon végzett feladatok esetén is.
A Kenbak-1, az első személyi számítógépek elődje TTL-t használt processzorában mikroprocesszorchip helyett, mely 1971-ig nem volt elérhető. A Datapoint 2200 1970-től TTL komponenseket használt processzorában, és a 8008 és az x86 utasításkészlet alapja volt. A grafikus felhasználói felülettel rendelkező 1973-as Xerox Alto ALU-i és az 1981-es Star számítógépek TTL áramköröket használtak ALU-k, illetve bitszeletek szintjén integrálva. A legtöbb számítógép „ragasztólogikát” használt a nagyobb chipek közt egészen az 1990-es évekig. A programozható logika megjelenéséig a diszkrét kétpólusú logikát használták fejlesztés alatti mikroarchitektúrák emulálására és prototípusaik elkészítésére.

## Megvalósítás

### TTL-alapkapu

Két bemenettel és egyszerű kimenettel rendelkező NAND kapu egyszerűsített rajza

A TTL-bemenetek a kétpólusú tranzisztorok forrásai. NAND bemenetek esetén a bemenetek több kibocsátós tranzisztorok kibocsátói, melyek funkcionálisan több tranzisztorral ekvivalensek, ahol a bázisok és a gyűjtők együtt vannak. A kimenetet közös kibocsátós erősítő puffereli.
Ha a mindegyik bemenet egyes: ha a bemenetek feszültsége magas, a bázis–kibocsátó kapcsolatok fordítottan kiegyensúlyozatlanok. A DTL-lel szemben egy kis „gyűjtőáramot” (mintegy 10 μA) fogyaszt mindegyik bemenet, mivel a tranzisztor fordított aktív módban van. Nagyjából konstans áram folyik a pozitív oldalról az ellenálláson át a kibocsátó tranzisztor alapja felé. Ez áthalad a kimenet kapcsolaton, lehetővé téve a vezetést és a kimeneti feszültséget csökkentve (logikai 0).
Ha egy bemenet nulla: A kibocsátó és a kimeneti tranzisztor bázis–gyűjtő kapcsolatai sorosan vannak kapcsolva az ellenállás alja és a földelés közt. Ha egy bemeneti feszültség 0, a megfelelő kibocsátó bázis–kibocsátó kapcsolata e két kapcsolattal párhuzamosan van kapcsolva. Az áramirányítás során két eltérő küszöbfeszültségű állandó feszültségű elem párhuzamos kapcsolásakor az áram az alacsonyabb küszöbfeszültségű úton halad végig. Így az áram a bemeneten kívülre folyik a 0-s (alacsony feszültségű) forrás felé. Így nem folyik áram a kimenet alapján át, így az nem vezet, s a kimeneti feszültség magas lesz (logikai 1). A bemeneti tranzisztor átmenete során az rövid ideig aktív, több áramot elvonva a kimenet alapja felől, gyorsan lemerítve az alapot. Ezért gyorsabb a TTL átmenete a DTL-nél.
Az egyszerű kimenetű TTL fő hátránya a logikai 1 magas kimeneti ellenállása, melyet a kimeneti gyűjtőellenállás határoz meg. Ez korlátozza az összeköthető bemenetek számát. Az egyszerű kimenet előnye a logikai 1 magas feszültsége (legfeljebb VCC), ha a kimenet nem töltött.

### Nyílt gyűjtős logika
Egy gyakori változatban nincs a kimeneti tranzisztoron gyűjtőellenállás, így nyílt gyűjtős a kimenet. Ez lehetővé teszi a nyílt gyűjtős kimenetek összekötésével és egy külső felhúzó ellenállással létrehozott vezetékes logikát. Ha bármely kapu értéke 0, az összetett kimenet 0. Például a 7401 sorozat ilyen logikával működik. and 7403 Egyes kapuk nyílt gyűjtős kimeneteinek maximális feszültsége nagyobb, például a 7426-nál 15 V, mely nem TTL áramkörök esetén hasznos.

### TTL „totemoszlop” kimeneti állapottal

Egy szabályos TTL NAND „totemoszlop" kimenettel a 7400 sorozatban

Az egyszerű kimenet magas kimeneti ellenállásának megoldására a második séma „totemoszlop” (toló–húzó) kimenettel rendelkezik, mely a V3 és V4 n-p-n tranzisztorokból, a V5 „emelő diódából” áll és az R3 korlátozó ellenállásból áll az ábrának megfelelően. A fent említett áramirányítással működik.
Ha V2 kikapcsolt, akkor V4 is, és V3 az aktív régióban feszültségkövetőként működik magas kimeneti feszültséggel (logikai 1).
Ha V2 bekapcsolt, ez aktiválja V4-et is, alacsony feszültséget (logikai 0) adva a kimenetnek. Itt is áramirányítás van: V2 C–E és V4 B–E kapcsolata párhuzamosan van kapcsolva V3 B–E, V5 anód–katód és V4 C–E kapcsolataival. A második kombináció feszültségküszöbe magasabb, így nem folyik át rajta áram, vagyis V3 alapárama megszűnik, így az kikapcsol és nem változtat a kimeneten.
Az átmenet közben az R3 ellenállás korlátozza a közvetlenül a V3 tranzisztoron, a V5 diódán és a V4 tranzisztoron áthaladó áramot, melyek mind vezetnek. Ezenkívül a kimeneti áramot is korlátozza logikai 1 esetén, és zárja a földeléssel való kapcsolatot. A kapu erőssége növelhető a fogyasztás arányos változtatása nélkül a fel- és lehúzó ellenállások kimenetből való eltávolításával.
A „totemoszlop” kimenetű TTL előnye az alacsony kimeneti ellenállás logikai 1 esetén. Ezt a V3 felső kimeneti tranzisztor határozza meg, mely kibocsátókövetőként működik az aktív régióban. Az R3 ellenállás nem növeli a kimeneti ellenállást, mivel a V3 gyűjtőhöz kötődik, befolyását a negatív visszacsatolás kompenzálja. Ezen elrendezés hátránya az alacsonyabb (legfeljebb 3,5 V) feszültségű logikai 1 töltetlen kimenet esetén is, melynek oka a V3 bázis–kibocsátó és a V5 anód–katód kapcsolatok feszültségcsökkenése.

## Tudnivalók összekötéskor
A DTL-hez hasonlóan a TTL is áramcsökkenéses logika, mivel az áram a bemenetekből veendő azok logikai 0-vá alakításához. Az irányító szakasz legfeljebb 1,6 mA-t nyelhet el szabványos TTL bemenettől, miközben a feszültsége nem nőhet 0,4 V fölé. A leggyakoribb TTL kapuk kimenete legfeljebb 10 szabványos bemenet esetén működik helyesen (a fan-out 10). A TTL bemeneteket gyakran hagyják logikai 1 állapotban, de e használat nem ajánlott.
A szabványos TTL áramkörök 5 V-os áramforrással működnek. A TTL bemeneti jel „alacsony” a földeléshez képesti 0 és 0,8 V feszültség közt, és „magas” 2 V és {\displaystyle V_{CC}} (5 V) közt, és 0,8–2 V közti bemeneti feszültség közt nincs egyértelmű válasz, így „bizonytalan”-nak tekintik. A TTL bemenetek esetén gyakran szűkebb korlátokat használnak (0–0,4 V a logikai 0-hoz, illetve 2,4 V és {\displaystyle V_{CC}} közti érték az 1-hez, legalább 0,4 V zajtűrést adva). A TTL szintek szabványosítása oly gyakori, hogy a komplex áramköri lapok gyakran számos eltérő gyártó által készített TTL csipeket tartalmaznak az elérhetőségért és a költségekért a kompatibilitás biztosítása mellett. Két áramköri egység azonos gyártósoron különböző egymást követő napokban vagy hetekben eltérő márkájú csipeket tartalmazhat azonos helyeken egy áramkörben, és a javítás lehetséges több évvel az eredeti komponensek gyártása után készült elemekkel. Megfelelően széles határok mellett a logikai kapuk ideális Boole-eszközöknek tekinthetők az elektronikai korlátoktól eltekintve. A 0,4 V-os zajtűrés megfelelő az illesztés kis kimeneti impedanciája miatt, vagyis nagy mennyiségű zaj kell a kimeneten, hogy a bemenet nem értelmezett régióba kerüljön.
Egyes esetekben, például ha a TTL kapu kimenete használandó egy CMOS kapu bemeneteként, a „totemoszlop” kimenet logikai 1-es feszültsége {\displaystyle V_{CC}}-hez közelebb növelhető külső ellenállás csatlakoztatásával a V4 és a pozitív sín közé. Ez felhúzza a V5 katódot és elválasztja a diódát. Azonban ez a „totemoszlop” kimenetet egy logikai 1 esetén jelentős kimeneti ellenállású kimeneti szakasszá alakítja, melynek mértékét a külső ellenállás határozza meg.

## Csomagolás
Az 1963–1990 közti legtöbb integrált áramkörhöz hasonlóan a kereskedelmi TTL eszközöket általában dupla sorban zárták, gyakran 14–24 tüskével, nyíláson át történő vagy felszínszereléssel. Az epoximűanyagot gyakran használták normál hőmérséklet-tartományú eszközökhöz, a katonaiakhoz kerámiát használták.
A sugárra forrasztott, csomagolatlan csipek nagyobb csoportokba való illesztésre készültek hibrid integrált áramkörökhöz. A katonai és légvédelmi célokra készült változatokat lapos csomagokban készítették, ahol a forrasztóanyagok megfelelők voltak nyomtatott áramkörökre helyezéshez. 2018-ban sok TTL-kompatibilis eszköz volt elérhető felületszerelt csomagolásban, melyek több típusban érhetők el a lyukon keresztül szerelteknél.
A TTL nagyon megfelel a kétpólusú integrált áramköröknek, mivel a további bemenetek csak további kibocsátót igényeltek egy közös bemeneti alaprégión. Ha egyenként zárt tranzisztorokat használtak, azok költségét nem érte volna meg egy ilyen bemeneti szerkezet használata, azonban integrált áramkörben a további kibocsátók csak kis területet adnak hozzá.
Legalább egy számítógépgyártó, az IBM saját flip csip integrált áramkört gyártott TTL-lel, melyet kerámia többchipes modulokra szerelt.

## Összehasonlítás más logikákkal
A TTL eszközök fogyasztása tétlen állapotban nagyobb a megfelelő CMOS eszközöknél, de a fogyasztás nem nő oly gyorsan az órajel függvényében, mint a CMOS esetén. A korabeli ECL áramköröknél a TTL fogyasztása kisebb, könnyebben tervezhető, de sokkal lassabb. Azonban kombinálható az ECL és a TTL egy rendszerben a legjobb teljesítményért és gazdaságosságért, de szintváltó eszközök kellenek a két logika közt. A TTL kevésbé érzékeny az statikus elektromosság okozta károsodásra a korai CMOS eszközöknél.
A TTL eszközök kimeneti szerkezete miatt a kimeneti impedancia aszimmetrikus a 0 és az 1 állapot közt, így nem alkalmas átviteli vonalak irányítására. Ezt általában a kimenetek speciális irányítóeszközökkel való pufferelésével oldják meg, ahol a jelet kábelen kell küldeni. Az ECL szimmetrikus, alacsony impedanciájú kimenete miatt alkalmas erre.
A TTL „totemoszlop” kimeneti szerkezetében gyakran pillanatnyi átfedés van, amikor a felső és alsó tranzisztor is vezet, mely áramfelvétel-növekedést okoz. Ezek váratlanul összeadódhatnak több integrált áramkör közt, mely csökkentheti a teljesítményt és a zajtűrést. A TTL rendszerekben általában szétválasztó kondenzátor van egy-két IC-nként, így egy TTL chipből való áramfelvétel-növekedés nem terjed át más chipekre.
Az 1980-as évek közepétől egyes gyártók CMOS logikai ekvivalenseket kezdtek el gyártani TTL-kompatibilis be- és kimeneti szintekkel, gyakran a megfelelő TTL komponenshez hasonló sorozatszámmal és azonos kimenő tüskékkel. Például a 74HCT00 sorozat számos CMOS cserealkatrésszel rendelkezik a 7400 sorozat kétpólusú alkatrészeihez.

## Fajtái
Az egymást követő technológiai generációk kompatibilis alkatrészeket hoztak jobb fogyasztással és/vagy sebességgel. Bár az eladók ezeket a termékeket Schottky diódás TTL-nek nevezték, egyes áramkörök, például az LS családéi, inkább tekinthetők DTL-nek.
Az alap TTL változatai és utódai, melyek tipikus váltási időtartama 10 ns, fogyasztásuk 10 mW kapunként, így az áram–idő szorzat (váltási energia) mintegy 100 pJ. Ide tartoznak többek közt:
- Alacsony fogyasztású TTL (L), melynek váltási sebessége (33 ns) és fogyasztása is alacsonyabb (1 mW) (mára gyakorlatilag felváltotta a CMOS)
- Gyors TTL (H), gyorsabb váltással (6 ns) és magasabb fogyasztással (22 mW)
- Schottky TTL (S), 1969-ben bevezetve, mely Schottky diódás kapcsokat használt a bemenetnél a töltéstárolás megakadályozására és a váltási idő javítására. Ezek gyorsabban működtek (3 ns), de magasabb fogyasztással (19 mW).
- Alacsony fogyasztású Schottky TTL (LS) – az L áramkörök magas ellenállását és a Schottky diódákat használták, gyors váltások (9,5 ns), alacsony energiafogyasztás (2 mW) jellemezték. Az egyik leggyakoribb TTL, és mikroszámítógépekben összekötő logikaként használták. Gyakorlatilag lecserélték a korábbi H, L és S típusokat.
- Gyors (F) és haladó Schottky (AS) változatok, melyeket a Fairchild, illetve a TI gyártott 1985 körül „Miller-ölőnek” nevezett áramkörökkel a 0→1 átmenet gyorsítására. Ezek áram–idő szorzata 10, illetve 4 pJ.
- Alacsony feszültségű TTL (LVTTL) 3,3 voltos áramforrásokhoz és memória-összekötéssel.

A legtöbb gyártó kereskedelmi és bővített hőmérséklet-tartományokat is ad: a Texas Instruments 7400 sorozat alkatrészei 0–70 °C közt működnek, az 5400 sorozatéi −55 és 125 °C közt.
Speciális minőségi szintek és megbízható alkatrészek érhetők el katonai és légvédelmi célokra.
A sugárzással szemben ellenállóbb eszközök (például az SNJ54 sorozat) az űrben való használatra érhetők el.

## Alkalmazása
A VLSI eszközök előtt a TTL integrált áramköröket gyakran használták mini- és a közepes nagyszámítógépeken, például a DEC VAX-on és a Data General Eclipse-en; azonban néhány számítógépcsalád tulajdonosi komponenseken alapult (például a Fairchild CTL), míg a szuper- és a felső szintű nagyszámítógépek kibocsátóalapú logikát használtak. Ezeket továbbá olyan eszközökhöz is használták, mint például a számítógépek numerikus irányítóeszközei, a nyomtatók és a terminálok, és mivel a mikroprocesszorok egyre jobban képesek lettek összekötő logikára, például címdekódolókhoz és buszillesztőprogramokhoz, melyek összehangolják a VLSI elemek funkciós blokkjait. A Gigatron TTL egy újabb (2018), kizárólag TTL integrált áramkörökkel épített processzor.

### Analóg alkalmazások
Bár korábban logikai szintű digitális jelekre használták, egy TTL inverter használható analóg erősítőként. Egy ellenállás be- és kimenet közti elhelyezése a TTL elemet negatív visszacsatolásos erősítővé teszi. Ilyen erősítők használhatók például analóg jelek digitalizációjához, de nem használatosak olyan esetekben, ahol az analóg erősítő az elsődleges cél. A TTL inverterek használhatók kristályoszcillátorokban, ahol analóg erősítési képességük jelentős.
Egy TTL kapu működhet analóg erősítőként akkor is, ha a bemenet lassan változó a 0,8–2 V közti meg nem határozott régión áthaladó bemenethez csatlakozik. A kimenet furcsán viselkedhet e tartományban lévő bemenet esetén. Egy ily lassan változó bemenet áramveszteség-többletet is okozhat a kimeneten. Ha ilyen analóg bemenet használandó, használhatók speciális TTL-részek Schmitt-váltó bemenetekkel, melyek megbízhatóan alakítják az analóg bemenetet digitálissá, gyakorlatilag egybites A–D átalakítóként.

### Soros jeladás
A soros TTL egyvégű soros kommunikáció nyers tranzisztorfeszültségekkel (alacsony – 0, magas – 1). A soros TTL-en át vezetett UART gyakori hibakereső eszköz beágyazott készülékekhez. A hordozható eszközök, például a számológépek és az NMEA 0183-kompatibilis GPS-jelvevők és halkeresők is gyakran használnak UART-t TTL-lel. A soros TTL csak de facto szabvány: nincs szigorú elektronikai útmutató. Az adó-vevő modulok a TTL és a hosszabb sugarú soros szabványok közt nyújtanak felületet, példa erre a MAX232, mely RS-232-re és attól alakít.
A differenciált TTL soros TTL, mely komplementszintes differenciálpáron át halad, növelve a zajtoleranciát. RS-422 és RS-485 jelek is létrehozhatók TTL szintekkel.
A CcTalk TTL-feszültségszinteken alapul.

## Fordítás
Ez a szócikk részben vagy egészben  a   Transistor–transistor logic című angol Wikipédia-szócikk ezen változatának fordításán alapul.  Az eredeti cikk szerkesztőit annak laptörténete sorolja fel. Ez a jelzés csupán a megfogalmazás eredetét és a szerzői jogokat jelzi, nem szolgál a cikkben szereplő információk forrásmegjelöléseként.